# スーパーグループ (分類学)
生物の分類におけるスーパーグループ (supergroup) とは、1980年代頃から提唱され始めた真核生物の高次分類群のことを指す。日本では、カタカナの聞き慣れない分類群として紹介されることが多い。一般に、それ以前から知られている門や界を下位分類とするような上門、亜界、界、上界等の階級の程度の単系統の分類群をスーパーグループと呼ぶ。
代表的な例としては、国際原生生物学会（ISOP）が 2005年に示した 6大分類、オピストコンタ、アメーボゾア、アーケプラスチダ、クロムアルベオラータ、リザリア、エクスカバータがある。これらの下位分類となるストラメノパイル、アルベオラータ、盤状クリステ類（ディスキクリスタータ）等もスーパーグループとされる。
その後、ストラメノパイル、アルベオラータ、リザリアが単系統を成すとして、その頭文字を取った SARスーパーグループ（SAR supergroup）という分類群が提唱された。
ISOP の 2012年版の分類体系では、クロムアルベオラータは解体され、代わって SAR が採用された。2019年にはエクスカバータがメタモナズ、ディスコバ、マラウィモナズの3群に解体された。
スーパーグループより高次の分類の場合には、メガグループという呼称が使われることがある。具体的には、アーケプラスチダ、ハプト藻・クリプト藻、SAR をまとめた説が提唱されている（Plants+HC+SAR megagroup: ディアフォレティケス）。